# Typhlamphiascus higginsi
Typhlamphiascus higginsi is een eenoogkreeftjessoort uit de familie van de Miraciidae. De wetenschappelijke naam van de soort is voor het eerst geldig gepubliceerd in 2009 door Chullasorn.